# Gisela Schmidting
Gisela Schmidting (* 3. April 1920 in Köln; † 11. August 2005 in Bad Münstereifel) war eine deutsche Schauspielerin und Opernsängerin.

## Leben
Nach dem Besuch eines Lyzeums studierte Gisela Schmidting an der Hochschule für Musik in Köln, wo ihr Vater Franz Schmidting auch als Lehrer arbeitete. Erste Rollen als Sängerin verkörperte sie ab 1942 an Theatern in Freiburg und Den Haag. Von 1946 bis 1947 spielte sie in München am Staatstheater. 1947 hatte sie Engagements in Zürich und Luzern. Im Jahr 1953 folgte ein Gastspiel an den Städtischen Bühnen in Krefeld. Ab 1956 gehörte sie dem Ensemble des Opernhauses Düsseldorf an.
Gisela Schmidting wirkte auch in verschiedenen Filmproduktionen mit. Darunter befanden sich die Spielfilme Der blaue Strohhut aus dem Jahr 1949 von Viktor Tourjansky mit Margot Hielscher, Mady Rahl und Karl Schönböck, 1951 Professor Nachtfalter von Rolf Meyer mit Johannes Heesters, Margarete Haagen und Harald Paulsen und 1952 Das kann jedem passieren unter der Regie von Paul Verhoeven mit Heinz Rühmann, Gustav Knuth und Alice Treff.

## Filmografie (Auswahl)
- 1949: Der blaue Strohhut
- 1950: Die wunderschöne Galathee
- 1951: Professor Nachtfalter
- 1952: Das kann jedem passieren